# HTMS Chang (LST-712)
HTMS Chang (LST-712) là một tàu đổ bộ lớp LST-542. Tàu nhập biên chế vào 3 tháng 8 năm 1962. Tàu bị loại biên chế và đánh chìm vào 2012 tại Ko Chang.
Tàu Chang nguyên là USS Lincoln County (LST-898) được đóng mới cho Hải quân Hoa Kỳ trong giai đoạn xảy ra chiến tranh thế giới thứ hai. Tên gọi Lincoln County của tàu chính là tên gọi của một quận được đặt tên ở 23 tiểu bang của Hoa Kỳ, đây là tàu hải quân duy nhất của Hoa Kỳ mang tên này.
Ban đầu được đặt tên là "LST-898" theo Dravo Corporation ở Pittsburgh, Pennsylvania vào ngày 15 tháng 10 năm 1944; ra mắt vào ngày 25 tháng 11, được đỡ đầu bởi Bà J.B.Mawhinney và được nhập biên chế vào ngày 29 tháng 12 với Trung tá D. W. Kallock chỉ huy đầu tiên.

### Phục vụ Hải quân Thái Lan
Sau khi phục vụ Hải quân trong hai cuộc chiến (Chiến tranh thế giới thứ hai và Chiến tranh Triều Tiên), ngoài việc đi thuyền buồm nhiều chuyến đi với Hạm đội 7 để ngăn chặn sự cố gia tăng vào các cuộc xung đột mới, Lincoln County đã ngừng hoạt động vào ngày 24 tháng 3 năm 1961.
Vào ngày 31 tháng 8 năm 1962, tàu được chuyển giao cho chính phủ Thái Lan theo các điều khoản của Chương trình Hỗ trợ quân sự phục vụ trong Hải quân Hoàng gia Thái Lan. Với tên gọi là Chang (LST-2). Con số của con tàu này đã được đổi thành 712 HTMS Chang (ngày không xác định), và vẫn hoạt động trong Hải quân Hoàng gia Thái Lan.
Vào ngày 22 tháng 11 năm 2012, HTMS Chang (LST-712) đã bị đánh gần đảo Ko Chang ở tỉnh Trat, Thái Lan để tạo ra một rạn san hô giả tạo để lặn biển. Thông tin được đăng tải vào ngày 23 tháng 11 năm 2012 bởi Bangkok Post.